# Omicron1 Cancri
Omicron1 Cancri (62 Cancri) é uma estrela na direção da constelação de Cancer. Possui uma ascensão reta de 08h 57m 14.91s e uma declinação de +15° 19′ 21.8″. Sua magnitude aparente é igual a 5.22. Considerando sua distância de 160 anos-luz em relação à Terra, sua magnitude absoluta é igual a 1.77. Pertence à classe espectral A5III.